# Dominic Feau'nati
Dominic Suitupe Feau'nati (Wellington, 14 giugno 1978) è un ex rugbista a 13 e a 15 samoano, in carriera attivo come tre quarti centro.

## Biografia
Nato in Nuova Zelanda da genitori samoani, si formò rugbisticamente a Wellington, nella cui provincia disputò il National Provincial Championship.
Nei primi anni duemila si trasferisce in Italia al Viadana, disputando una stagione di Serie A1 e giocando nel 2001 per il Pontypridd, prima di fare ritorno in Patria al Marist St Pats.
Nel 2004 e nel 2005 si avvicina al rugby a 13, militando nel St Helens e nel Leigh e vincendo la Challenge Cup 2004. Terminata dell'esperienza nel XIII, nel 2005 viene ingaggiato dal London Irish nella English Premiership per due stagioni, al termine delle quali disputa un'annata ai Worcester Warriors.
Nel 2008 va in Francia al Béziers in Pro D2, terminando la carriera professionistica all'Albi nel 2010.
Dopo essere stato un New Zealand Junior Kiwi Under-15 nel 1993 ed aver vestito la maglia della Nazionale neozelandese Under-19 nel 1997, nel 2003 viene convocato con la Nazionale samoana per prendere parte al tour del mese di luglio: il 12 luglio 2003 esordisce a livello internazionale contro la Namibia marcando tre mete (hat-trick). Nell'ottobre dello stesso anno fa parte del gruppo dei 31 giocatori selezionati per le Samoa per disputare la Coppa del Mondo in Australia, disputando tutti e quattro i match della fase a gironi contro Uruguay, Georgia, Inghilterra e Sudafrica.
Il 28 maggio 2006 viene selezionato nel prestigioso club ad inviti dei Barbarians per disputare un incontro con l'Inghilterra XV.

## Palmarès

### Rugby a 13
- Challenge Cup: 1
St Helens: 2004